# Titularbistum Cell Ausaille
Cell Ausaille (lat.: Cellae Sancti Auxilii, neu-ir.: Cill Uasaille, engl.: Killashee) ist ein Titularbistum der römisch-katholischen Kirche. 
Es geht zurück auf einen untergegangenen Bischofssitz, der in der irischen Provinz Leinster, heutiges County Kildare lag und der Kirchenprovinz Armagh zugeordnet war.
| Titularbischöfe von Cell Ausaille |                    |                                                             |                  |                  |
| Nr.                               | Name               | Amt                                                         | von              | bis              |
| 1                                 | James Monaghan     | Weihbischof in Saint Andrews und Edinburgh (Großbritannien) | 24. April 1970   | 3. Juni 1994     |
| 2                                 | Donal McKeown      | Weihbischof in Down und Connor (Irland)                     | 22. Februar 2001 | 25. Februar 2014 |
| 3                                 | David G. O’Connell | Weihbischof in Los Angeles (Vereinigte Staaten)             | 21. Juli 2015    | 18. Februar 2023 |
| 4                                 | Donal Roche        | Weihbischof in Dublin (Irland)                              | 5. März 2024     |                  |